# Markus Koy
Markus Koy (* 4. Juli 1974) ist ein deutscher Segler.

## Leben
Der aus Wedel stammende Koy begann mit acht Jahren mit dem Segelsport. Nach dem Abitur studierte er Maschinenbau.
2007 nahm er als Mastmann im United Internet Team Germany am Louis Vuitton Cup, dem Qualifikationsveranstaltung zum America’s Cup teil.
2008 gewann der für den Norddeutschen Regatta Verein aus Hamburg startende, 2,02 Meter große Koy als Vorschoter zusammen mit Steuermann Robert Stanjek die Europameisterschaft in der Starboot-Klasse, 2010 wiederholte er diesen Triumph mit Johannes Polgar und holte 2014 mit Hubert Merkelbach zum dritten Mal den Starboot-EM-Titel. Zudem wurde Koy mehrfach deutscher Meister. Im Februar 2011 wurde ihm bei der Hamburger Sportgala gemeinsam mit Polgar die Auszeichnung „Mannschaft des Jahres“ verliehen. 2012 verpasste er mit Polgar knapp die Qualifikation für die Olympischen Sommerspiele in London.
Im Oktober 2015 gewannen Merkelbach und Koy die Starboot-Südamerikameisterschaft. Beim Finale der Star Sailors League 2013 wurde er mit Polgar Fünfter, 2015 Vierter und 2016 abermals Fünfter. Im Dezember 2017 erreichte Koy gemeinsam mit Philipp Buhl bei der gleichen Veranstaltung wieder den fünften Platz.
Für das German Sailing Team arbeitete er als Trainer, betreute unter anderem Segler beim Youth America’s Cup. Ab Oktober 2012 wurde Koy für den Segelhersteller North Sails Deutschland tätig. Zeitweilig trat er als Kommentator bei Übertragungen von Segelwettbewerben auf.